# Wapen van Oosthem

Wapen van Oosthem

Het wapen van Oosthem is het dorpswapen van het Nederlandse dorp Oosthem, in de Friese gemeente Súdwest-Fryslân. Het wapen werd in 2011 geregistreerd.

## Beschrijving
De blazoenering van het wapen luidt als volgt:
In groen een blauwe paal, gezoomd van goud, in de schildvoet beladen met een gouden keper, overladen met een zwarte keper; links vergezeld in het groen van een zilveren zwaard met gouden gevest en rechts in het schildhoofd van een zilveren klaver; een gouden schildrand.
De heraldische kleuren zijn: sinopel (groen), azuur (blauw), goud (goud), sabel (zwart) en zilver (zilver).

## Symboliek
- Groen veld: staat voor het grasland rond het dorp.[3]
- Klaver: duidt op de veeteelt.[3]
- Blauwe paal: verwijst naar de Wijmerts of Bolswarderzeilvaart, een kanaal dat Nijezijl verbindt met de stad Bolsward.[3]
- Zwarte keper: symbool voor de voormalige sluis in de Wijmerts ten zuiden van het dorp. Daar het kanaal van betekenis was voor Bolsward is de keper goud en zwart gekleurd naar het wapen van Bolsward. De gouden randen van de paal vormen een verwijzing naar het riet aan de zijkanten van deze vaart.[3]
- Gouden schildzoom: beeldt de Hemdijk uit die het dorp beschermde.[3]
- Zwaard: een attribuut van Johannes de Doper, de patroonheilige van de kerk van Oosthem.[3]

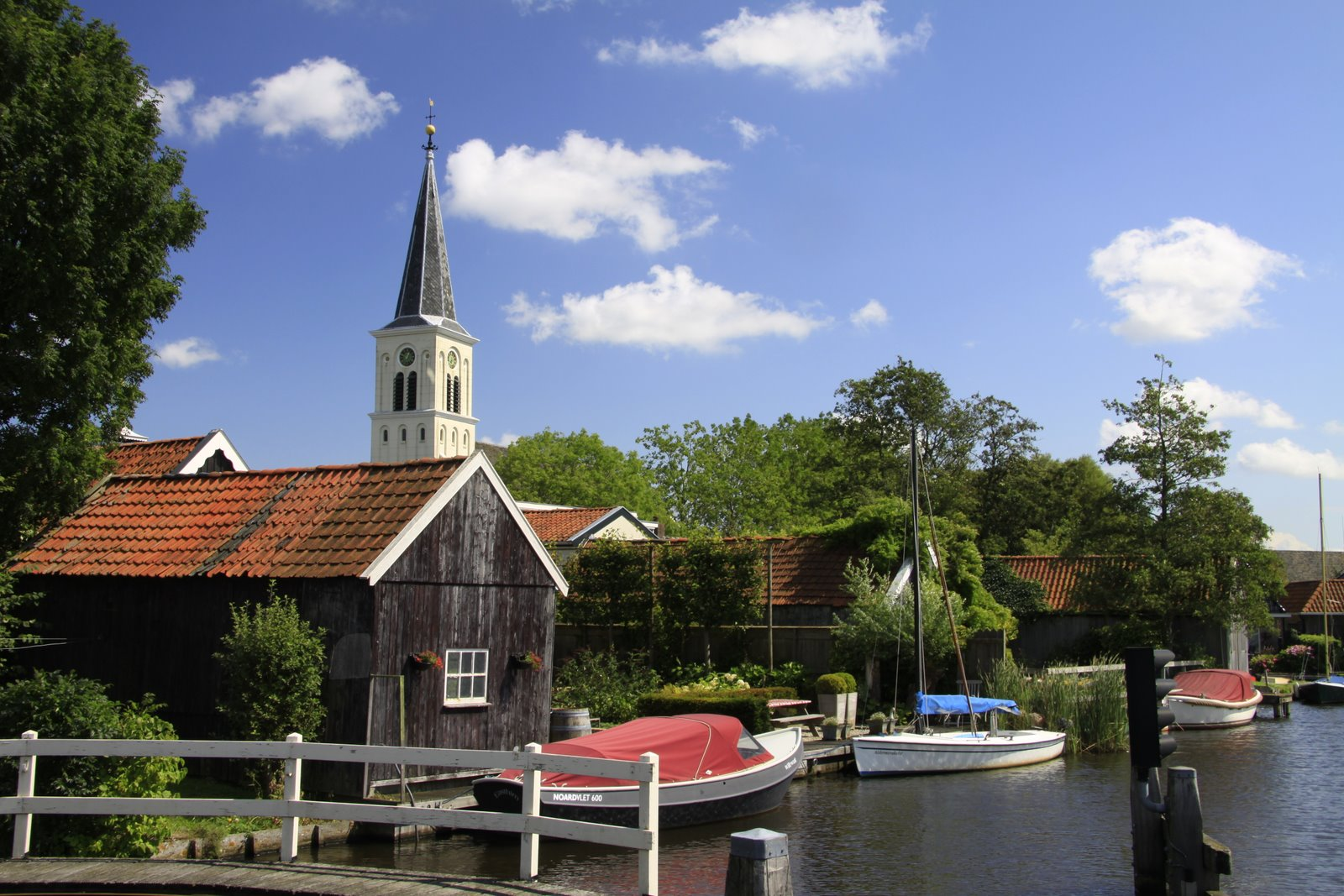
Oosthem aan de Wijmerts.
Het wapen van Bolsward.
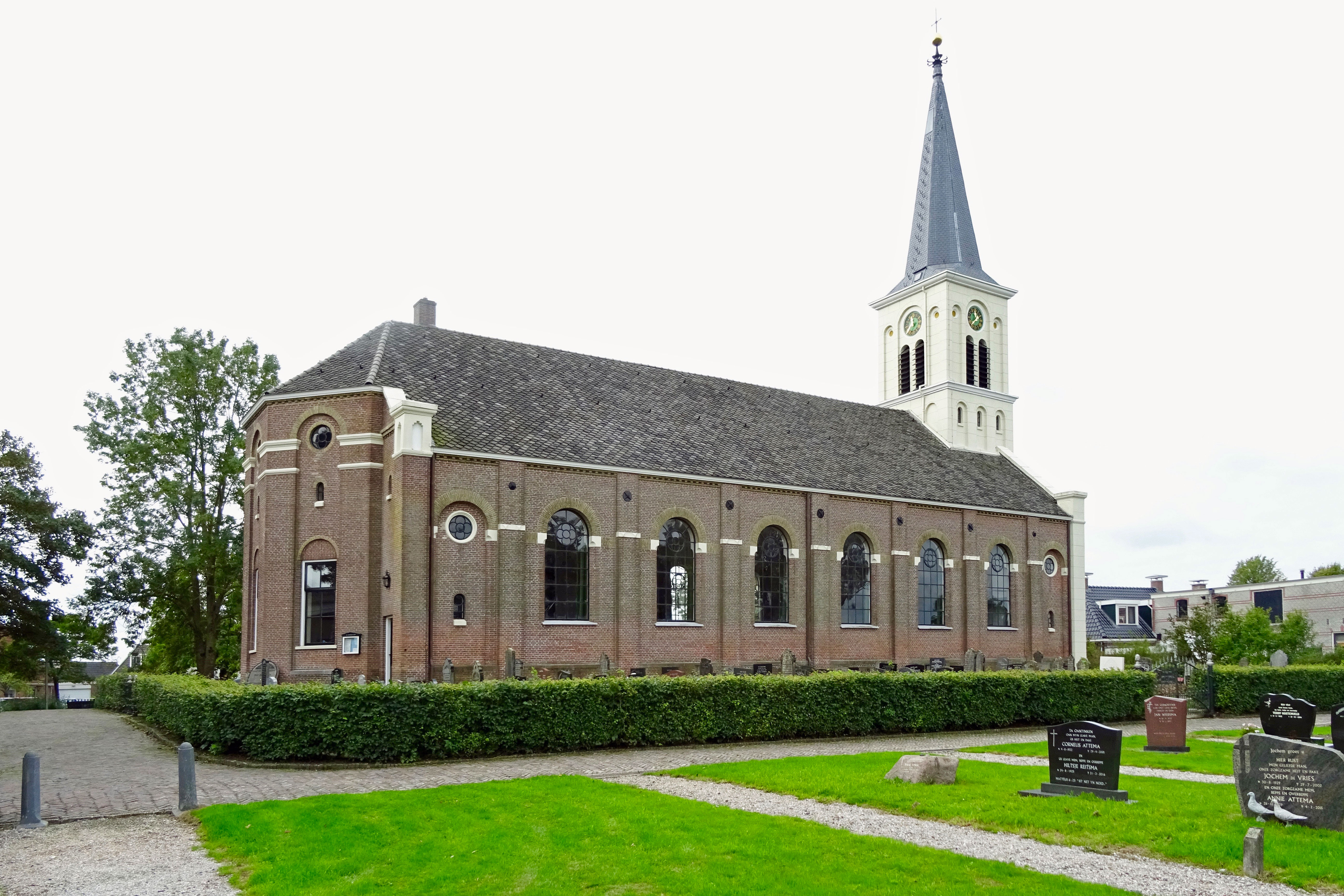
De Johanneskerk van Oosthem.

## Zie ook

Vlag van Oosthem